# Collegiata di Enger
La collegiata di Enger (in tedesco Stift Enger) fu un'importante fondazione ecclesiastica nell'attuale città di Enger, nel circondario di Herford, in Renania Settentrionale-Vestfalia, Germania. Fu fondata nel 947 dalla regina Matilde, vedova di Enrico I di Sassonia, e dedicata inizialmente a Maria e san Lorenzo, poi anche a san Dionigi. La chiesa è tradizionalmente considerata il luogo di sepoltura del duca Widukind.

## Storia
Dopo la morte del marito Enrico I, la regina Matilde si ritirò nei suoi possedimenti ereditari e fondò a Enger nel 947 un capitolo di canonici secolari. Suo figlio Ottone I dotò il capitolo di vasti possedimenti e ne garantì l'immunità e la libera elezione del prevosto.
Nel 968, alla morte della fondatrice, il collegio fu posto sotto la giurisdizione del neonato arcivescovado di Magdeburgo, pur trovandosi entro i confini della diocesi di Osnabrück. Questo segnò la perdita dell'autonomia originaria. Ottone I donò al capitolo anche reliquie di san Dionigi di Parigi, benché il culto di questo santo non fosse praticato inizialmente a Enger. La prima menzione del patrocinio mariano e di san Lorenzo si trova in un diploma del 947.
A causa di devastazioni e disordini, nel 1414 il capitolo fu trasferito nella città fortificata di Herford, dove assunse come sede la chiesa di San Giovanni. Le opere più preziose, tra cui il Codex Wittekindeus, le spoglie di Widukind e il tesoro di Dionigi furono trasferite nella nuova sede. La chiesa di Enger divenne parrocchiale della comunità evangelico-luterana e il culto riformato si affermò a partire dal 1530. Nel 1549 rimaneva un solo canonico cattolico. Dopo il 1672, la situazione si stabilizzò. Nel Settecento, metà dei benefici fu riservata a funzionari prussiani.
Il capitolo fu definitivamente soppresso il 1º dicembre 1810. L'archivio fu trasferito nel 1822 a Minden e poi nel 1852 all'archivio di Stato di Münster.
Benché gli edifici del capitolo siano scomparsi, le antiche abitazioni canoniche disposte intorno alla chiesa (il cosiddetto Kirchenrundling) influenzano ancora l'assetto urbano del centro storico.

## Composizione del capitolo

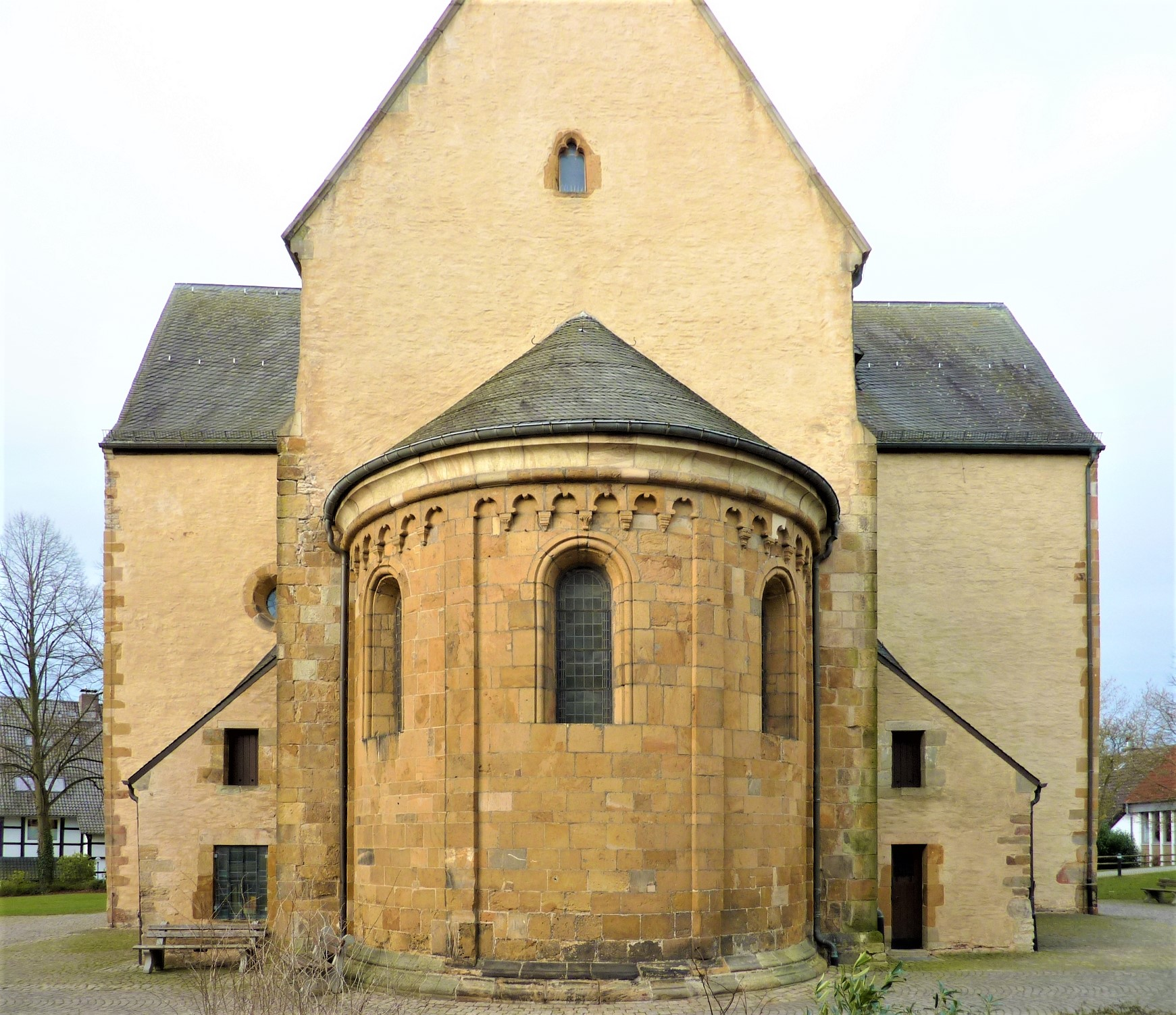
Abside (XII secolo)

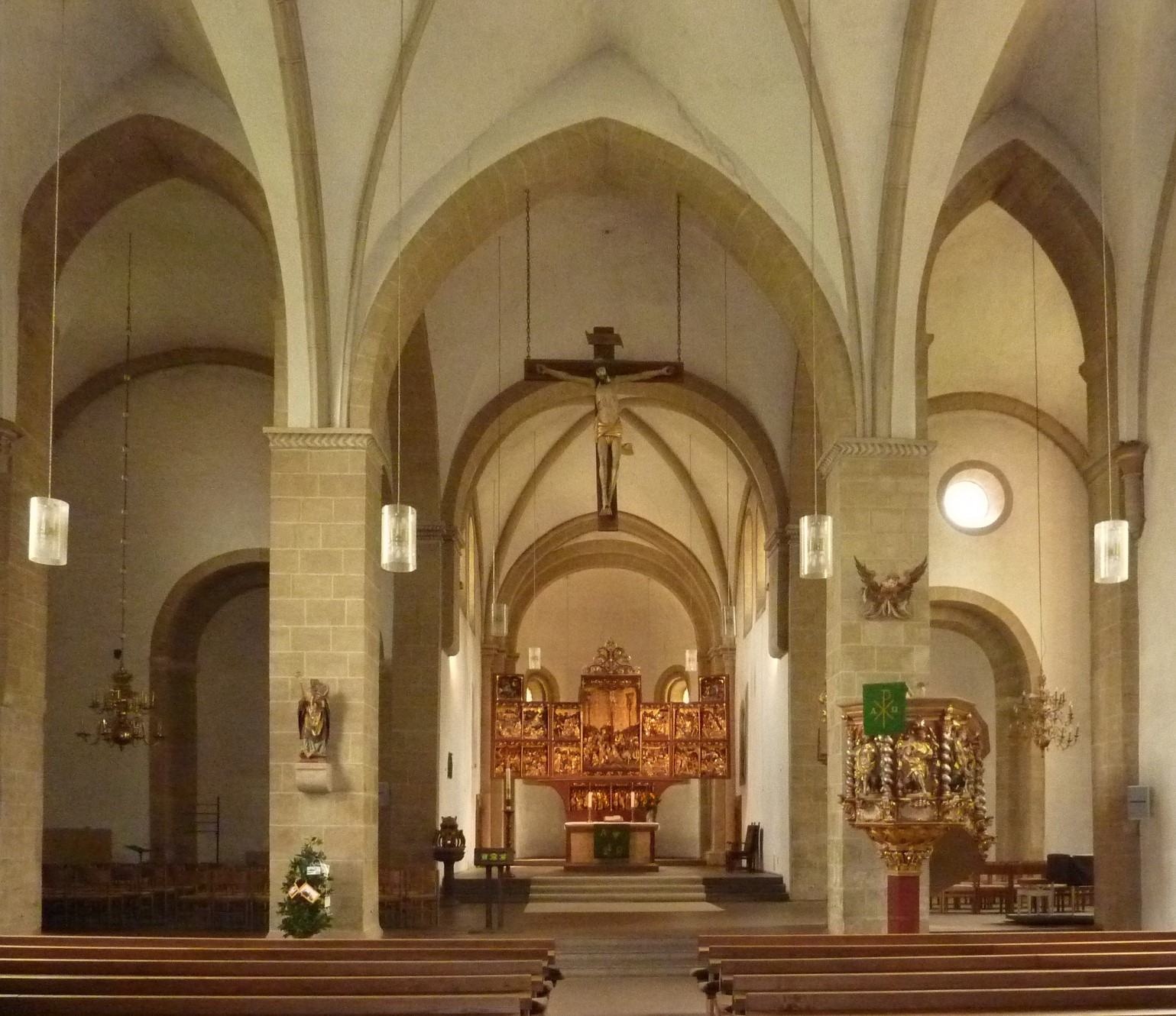
Interno (XIV secolo)

Il capitolo della collegiata di Enger era composto da canonici secolari che non erano vincolati da voti monastici. All'inizio la comunità contava dodici membri, sotto la guida di un prevosto. Nel corso del tempo, il numero dei canonici si ridusse. A partire dal XV secolo si contano ancora sette canonici, nel XVI secolo il loro numero si ridusse ulteriormente. Nel XVII secolo si parla di sei prebende.
I canonici erano inizialmente reclutati principalmente dalle famiglie patrizie della vicina città di Herford, ma più tardi l'accesso al capitolo si aprì anche a membri della piccola nobiltà e ad esponenti dell'amministrazione statale. Il prevosto era scelto all'interno del collegio ed era responsabile della gestione sia spirituale sia temporale della fondazione. Accanto al prevosto, figure come il decano, il cantore e il custode rivestivano ruoli specifici nella vita quotidiana del capitolo.

## La chiesa

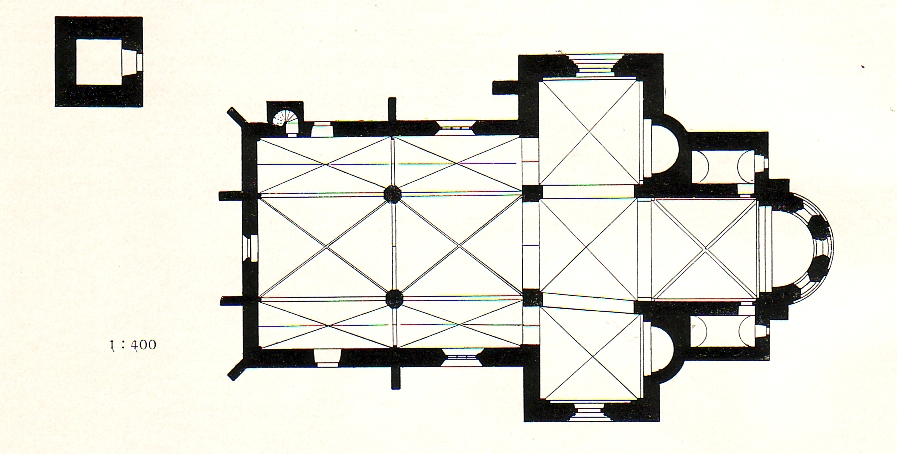
Planimetria della chiesa

L'ex chiesa collegiata di Enger è oggi una chiesa parrocchiale evangelico-luterana. L'edificio attuale è il risultato di diverse fasi costruttive che si sono succedute tra il XII e il XIV secolo, sovrapponendosi a strutture più antiche. Secondo le indagini archeologiche condotte tra il 1970 e il 1973, sotto l'attuale edificio si trovano i resti di almeno quattro chiese precedenti. La prima, risalente al IX secolo, era una semplice chiesa a navata unica con coro rettangolare. Successivamente, nell'XI secolo, fu edificata una chiesa con transetto, campata del coro e abside in stile romanico.
Nel XIV secolo, a seguito di distruzioni parziali, la chiesa fu ricostruita come edificio gotico con navata accorciata e senza torre. La struttura attuale presenta un transetto romanico e un coro risalenti al XII secolo, mentre la navata gotica fu completata nel XIV secolo.
Una caratteristica distintiva della chiesa è la presenza di un campanile indipendente, situato accanto alla facciata occidentale in forma di massiccia torre a base quadrata. Secondo una leggenda locale, il duca Widukind avrebbe promesso di essere sepolto nel luogo dove la costruzione di una chiesa sarebbe stata completata più rapidamente. Gli abitanti di Enger, per vincere la sfida, costruirono la chiesa senza torre, che fu aggiunta successivamente. In realtà, era comune per un monastero o una collegiata medievale non avere una torre. Questa torre isolata, insolita per la Vestfalia, è considerata di origine tardo medievale. Solo in seguito venne trasformata in campanile e ampliata nel 1843.
Durante i restauri effettuati tra il 1970 e il 1973, furono rinvenuti tre sepolcri simmetricamente disposti nel coro, databili al IX secolo. Uno di essi, situato al centro, è stato tradizionalmente identificato come la tomba del duca Widukind, sebbene questa attribuzione sia oggetto di dibattito tra gli studiosi.

### Arredi
Il tesoro della chiesa include diversi oggetti significativi. Tra questi si annoverano una croce processionale in argento risalente al XIII secolo e un reliquiario in forma di busto, realizzato in argento dorato, che secondo la tradizione contiene una reliquia di Widukind. Degni di nota sono anche alcuni paramenti liturgici medievali e oggetti di oreficeria sacra, tra cui calici e turiboli, risalenti al periodo gotico e tardo-gotico. All'interno della chiesa si conserva inoltre un pulpito barocco in legno intagliato, databile alla fine del XVII secolo, decorato con figure dei quattro evangelisti. Nel presbiterio si trova una pala d'altare barocca con scene della vita di Cristo, realizzata da artisti locali nel XVIII secolo. La decorazione pittorica degli interni comprende frammenti di affreschi medievali, scoperti e restaurati nel corso del XX secolo.
Sono presenti numerosi epitafi e lapidi commemorative risalenti ai secoli XVII e XVIII. Tra gli arredi si annoverano anche alcune panche lignee antiche, originarie del XVII secolo, decorate con semplici motivi scolpiti. La decorazione interna è arricchita da vetrate moderne, installate nel XX secolo, che rappresentano scene della vita di Gesù Cristo e figure di santi. Resti di pitture murali medievali, riemersi durante i restauri, sono visibili in alcune parti della navata e del coro. Questi frammenti, sebbene parziali, offrono preziose testimonianze dell'originaria decorazione della chiesa romanica.
Oltre all'epitaffio di Widukind, la chiesa conserva numerosi arredi gotici e post-gotici. Alcuni di questi, come croci e pale d'altare, rimasero a Enger dopo la partenza dei canonici o furono aggiunti successivamente. Di particolare rilievo è l'altare ligneo intagliato da Hinrik Stavoer nel 1525, realizzato dopo il trasferimento del capitolo a Herford. L'opera presenta raffigurazioni dettagliate della Passione di Cristo, con figure scolpite di grande espressività. Il fonte battesimale attuale risale al 1677 ed è un esempio tipico di arte sacra barocca minore della Vestfalia settentrionale. Sulla parete orientale del transetto settentrionale è collocato un rilievo lapideo raffigurante il cosiddetto Volto Nero (in tedesco Schwarzen Gesicht), rappresentazione stilizzata del volto di san Maurizio. Questo elemento simbolico rimanda all'antica appartenenza della collegiata di Enger all'arcidiocesi di Magdeburgo, di cui san Maurizio era il santo patrono.

### Epitaffio di Widukind
All'interno della chiesa si trova un sarcofago in pietra che, secondo la tradizione locale, sarebbe la tomba del duca Widukind, il principale avversario di Carlo Magno durante le guerre sassoni.
Il sarcofago presenta una lastra tombale di epoca tardo-medievale, scolpita con un'epigrafe gotica che identifica il sepolcro come appartenente a Wittekindus dux Saxonum.
La tradizione che vuole Widukind sepolto a Enger si affermò nel tardo Medioevo, anche se non esistono fonti contemporanee che confermino questa sepoltura. Gli studiosi moderni ritengono che la connessione tra Widukind ed Enger sia più di natura leggendaria che storicamente verificabile. Durante il XIX secolo, in pieno clima romantico e nazionalista, l'interesse per la figura di Widukind crebbe notevolmente, e la presunta tomba a Enger venne restaurata e monumentalizzata.

### Tesoro di Dionigi
La chiesa conserva alcuni resti del cosiddetto tesoro di Dionigi (Dionysiusschatz), che secondo la tradizione sarebbe stato donato alla fondazione da Matilde all'atto della creazione del capitolo.
Tra i pezzi superstiti si annoverano frammenti di reliquiari e oggetti liturgici di epoca medievale, che includevano contenitori per reliquie, calici e croci processionali.
Le reliquie di san Dionigi di Parigi, che Matilde avrebbe fatto giungere da Roma, rafforzarono il prestigio spirituale della fondazione, rendendola un importante centro religioso della Vestfalia nel Medioevo. Attorno alle reliquie si sarebbe nato e sviluppato un tesoro liturgico, al pari di altri tesori simili come il tesoro dei Guelfi. Gran parte del tesoro originale andò dispersa durante i secoli a causa di guerre, saccheggi e vendite forzate.

### Codex Wittekindeus
Secondo la tradizione, il duca Widukind avrebbe ricevuto in dono da Carlo Magno un evangeliario miniato, noto come Codex Wittekindeus, in occasione della sua conversione al cristianesimo.
Il manoscritto è stato realizzato probabilmente verso la fine dell'VIII secolo o agli inizi del IX secolo nello scriptorium dell'abbazia di Fulda e rappresenta uno dei più antichi esempi di arte libraria carolingia. Il Codex Wittekindeus fu conservato per secoli a Enger, poi trasferito nel capitolo di Herford nel XV secolo e infine approdato, nel XIX secolo, nella Biblioteca Regionale della Bassa Sassonia ad Hannover (Niedersächsische Landesbibliothek Hannover).
Il manoscritto si distingue per le sue miniature dai colori vivaci e per le decorazioni a intreccio, che mostrano influenze insulari e continentali.

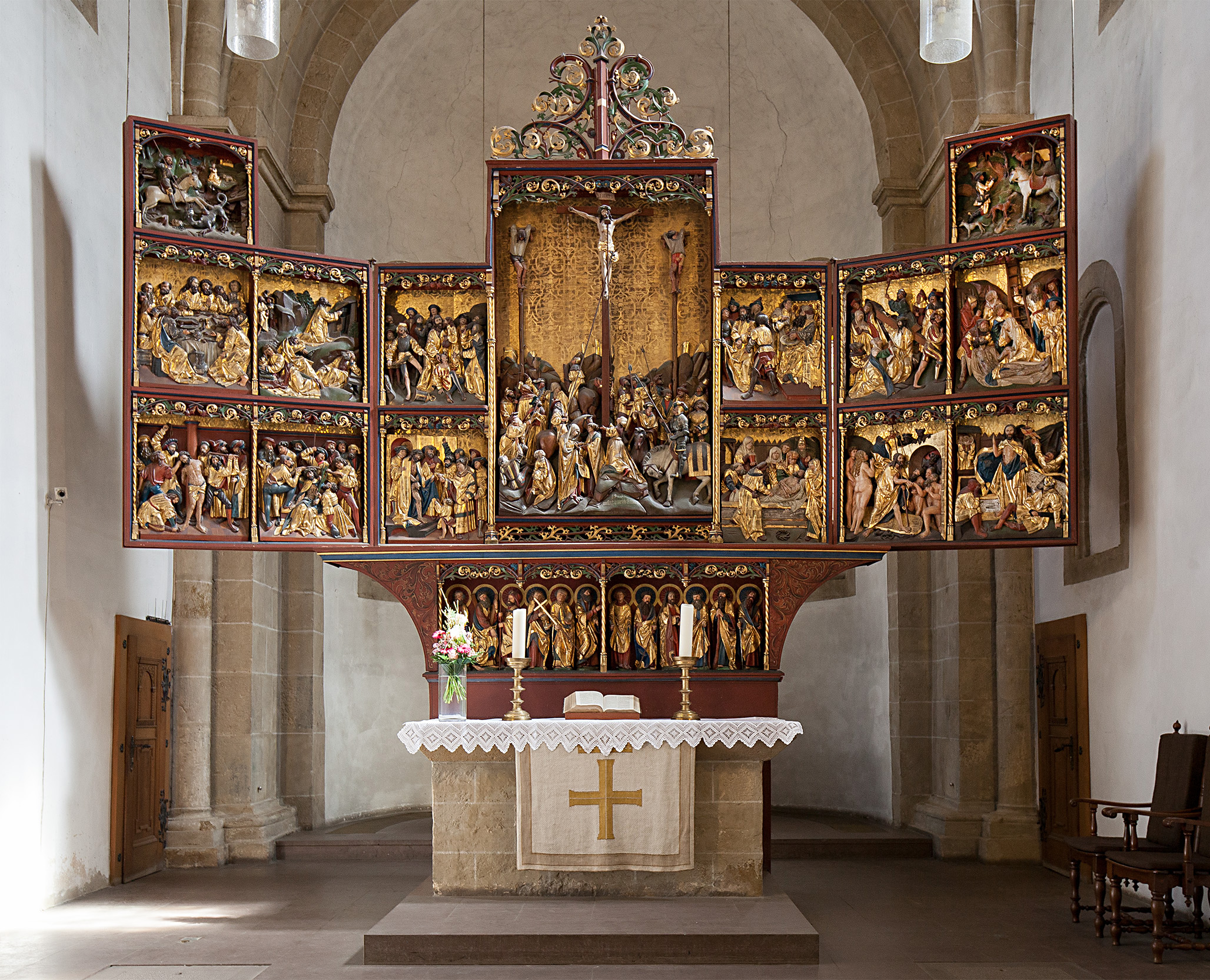
L'altare in legno intagliato (1525)
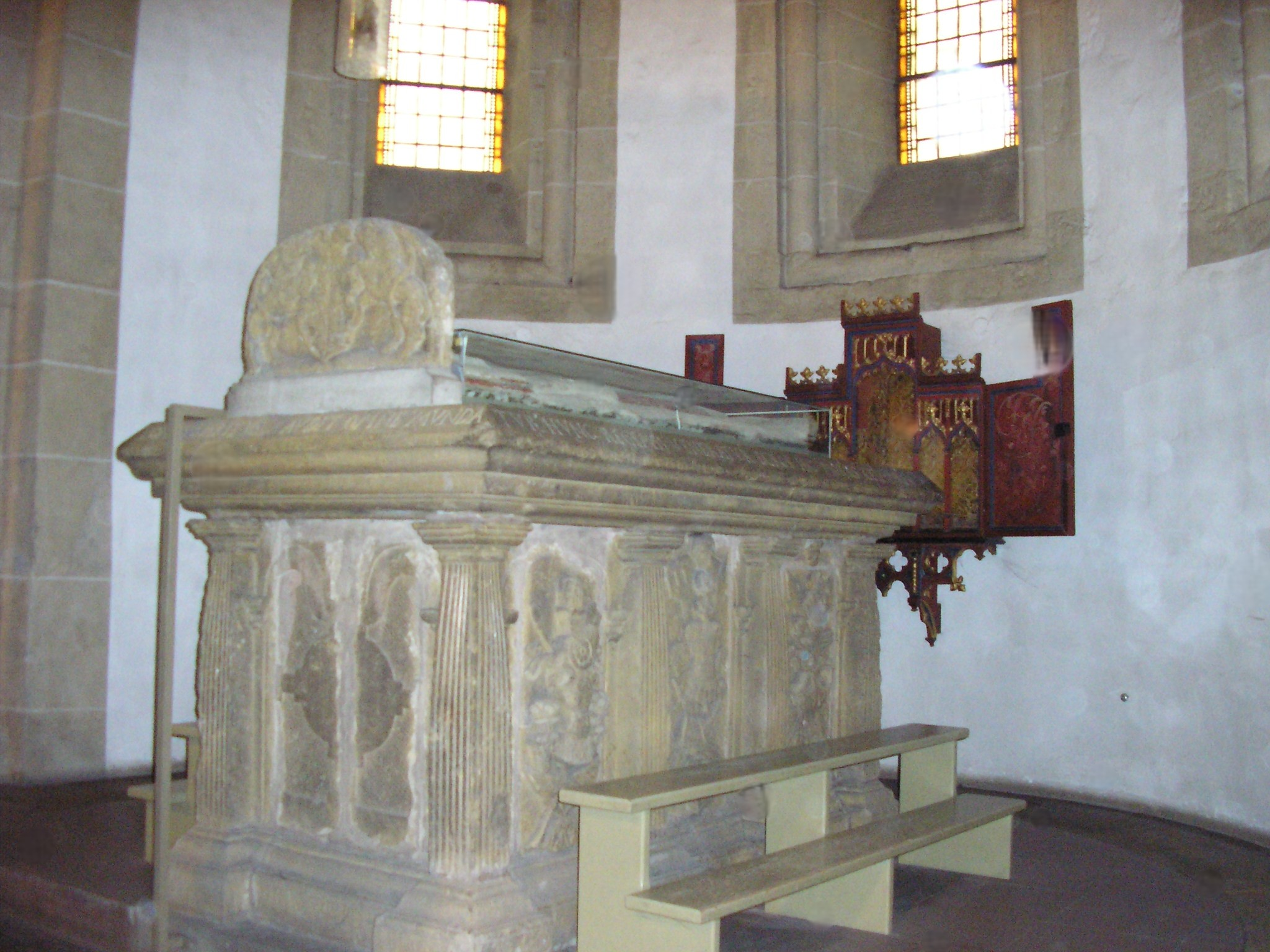
Il sarcofago di Widukind
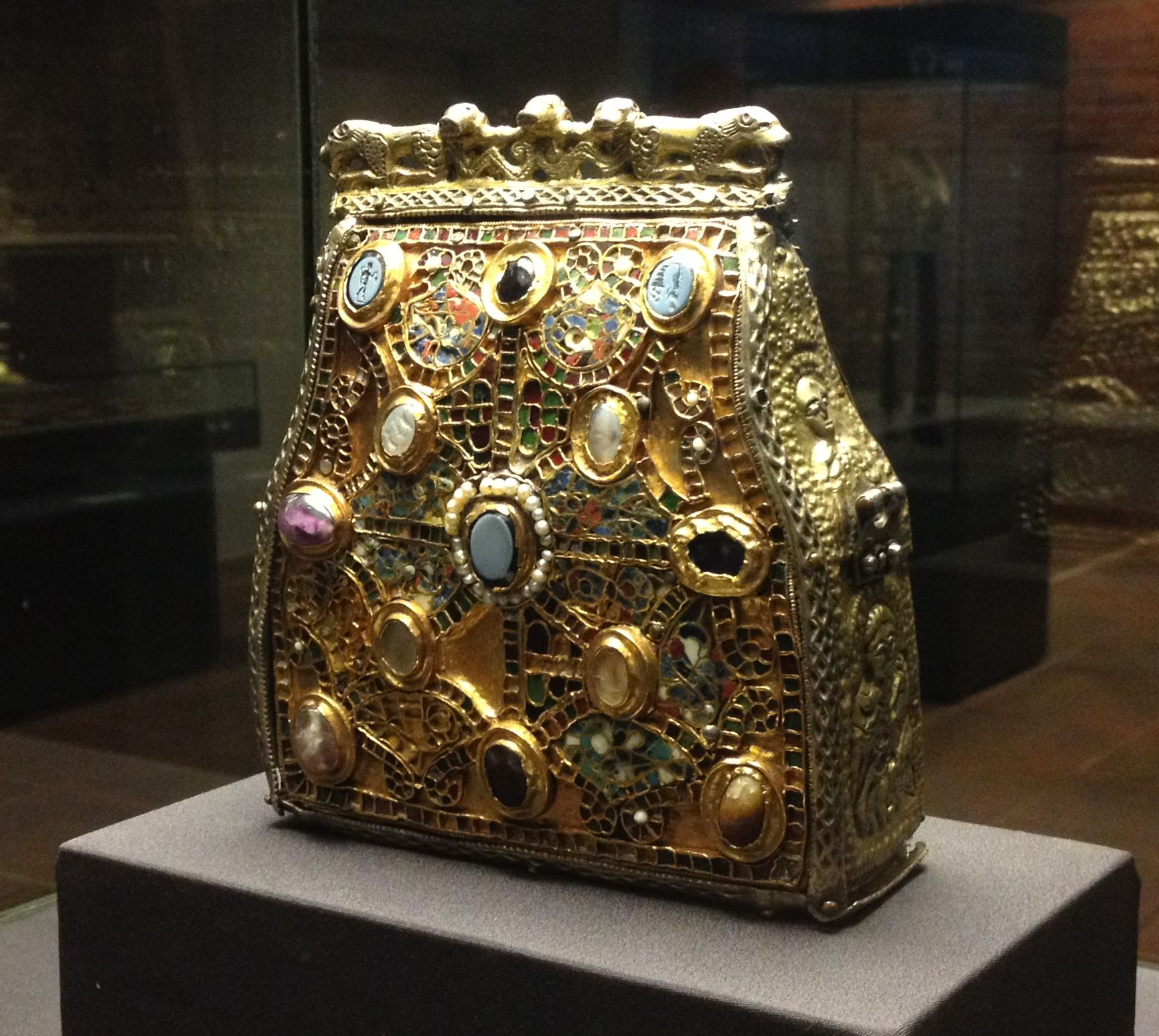
La Engerer Burse, il pezzo più rilevante del tesoro di Dionigi
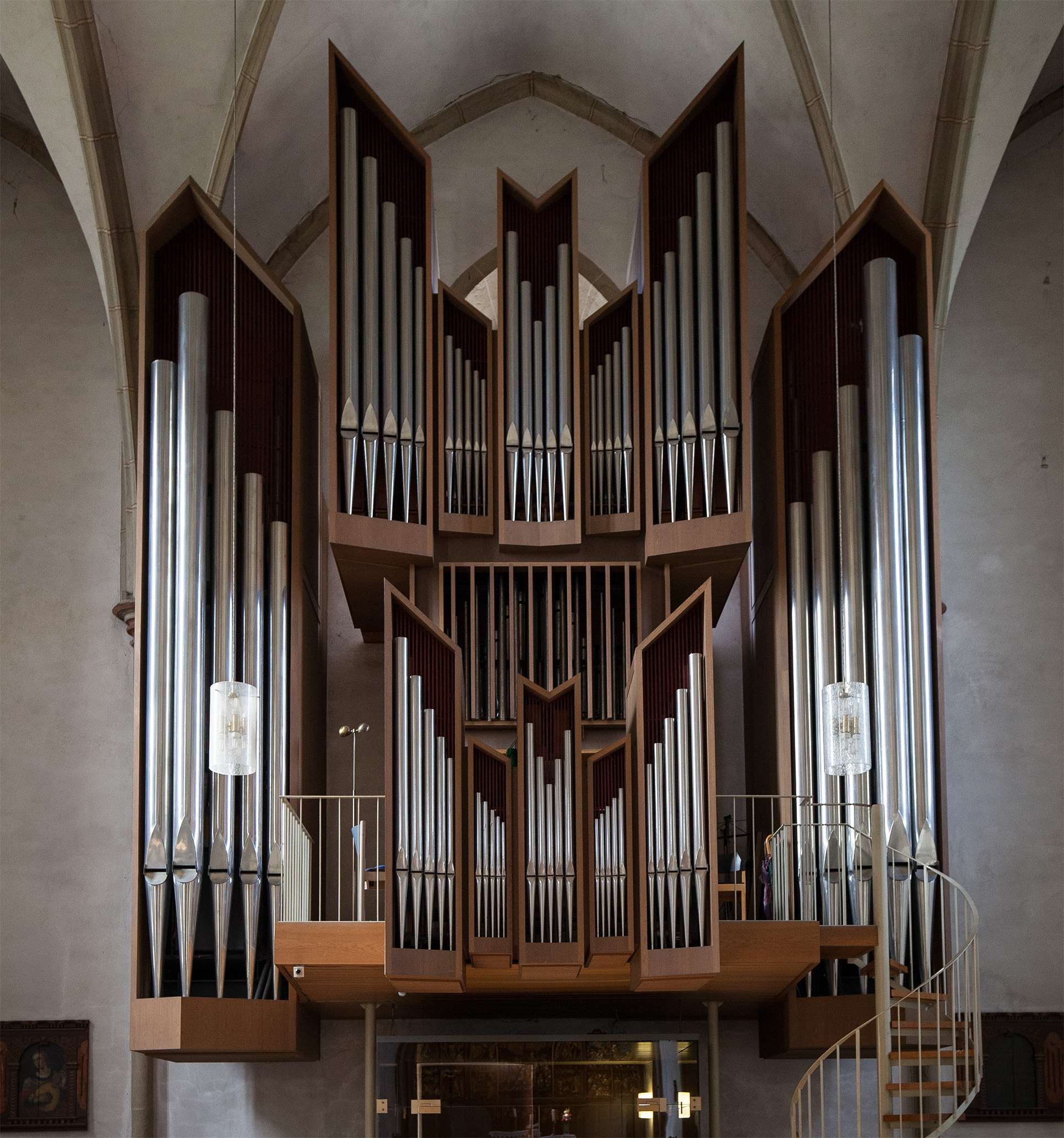
L'organo
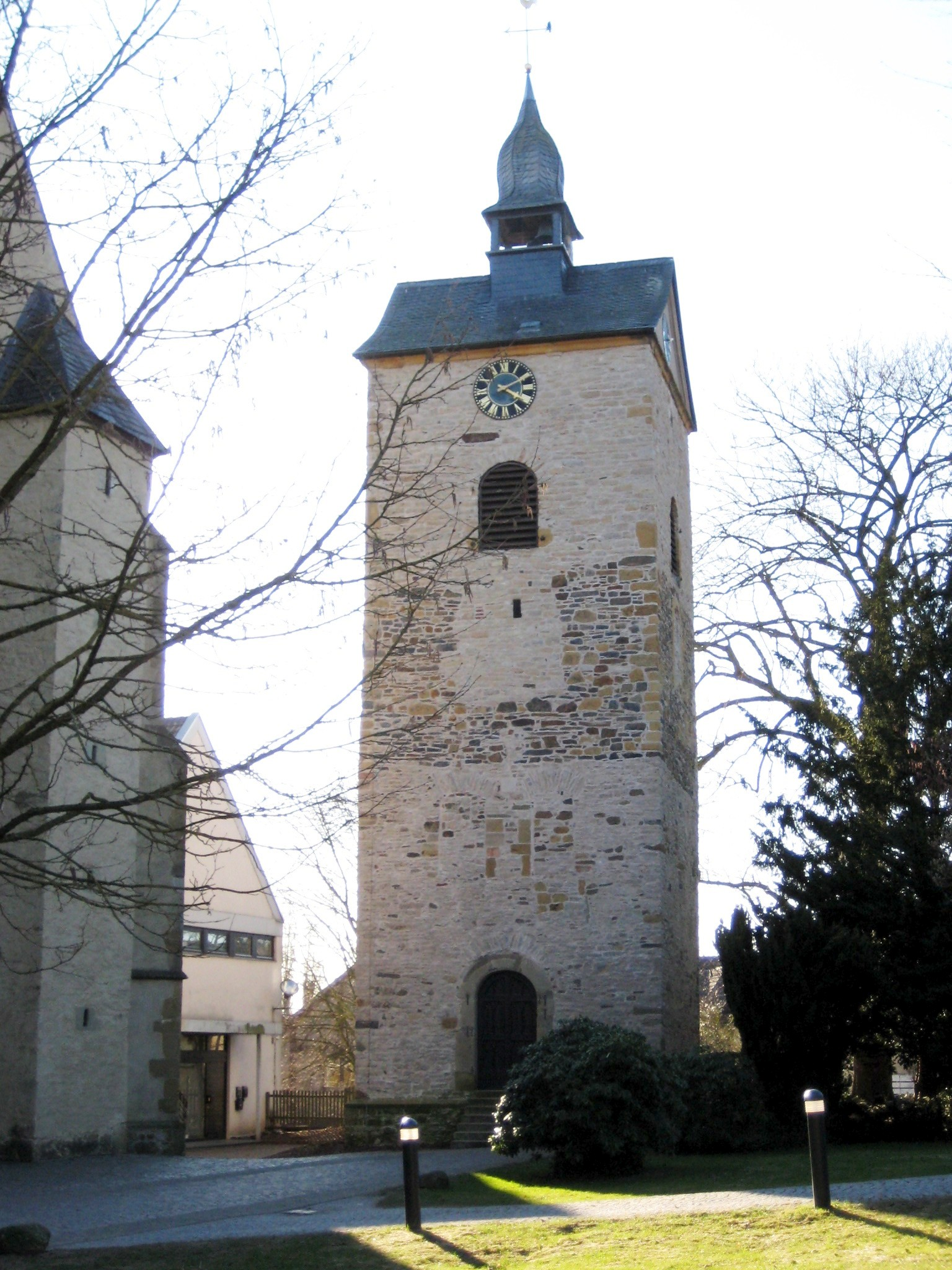
La torre campanaria